# Игровая активность

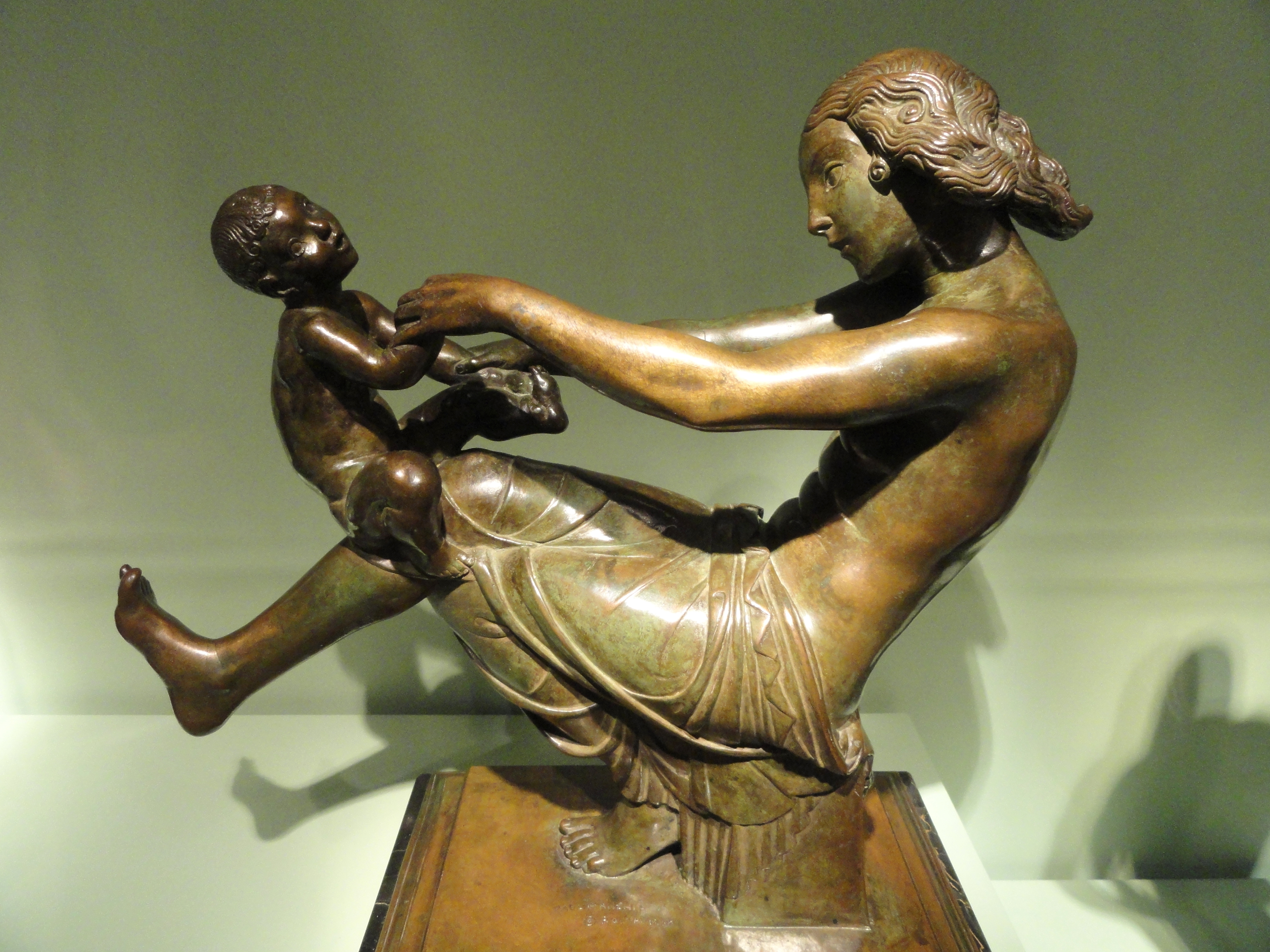
Скульптура Пола Мэншипа «Игривость»

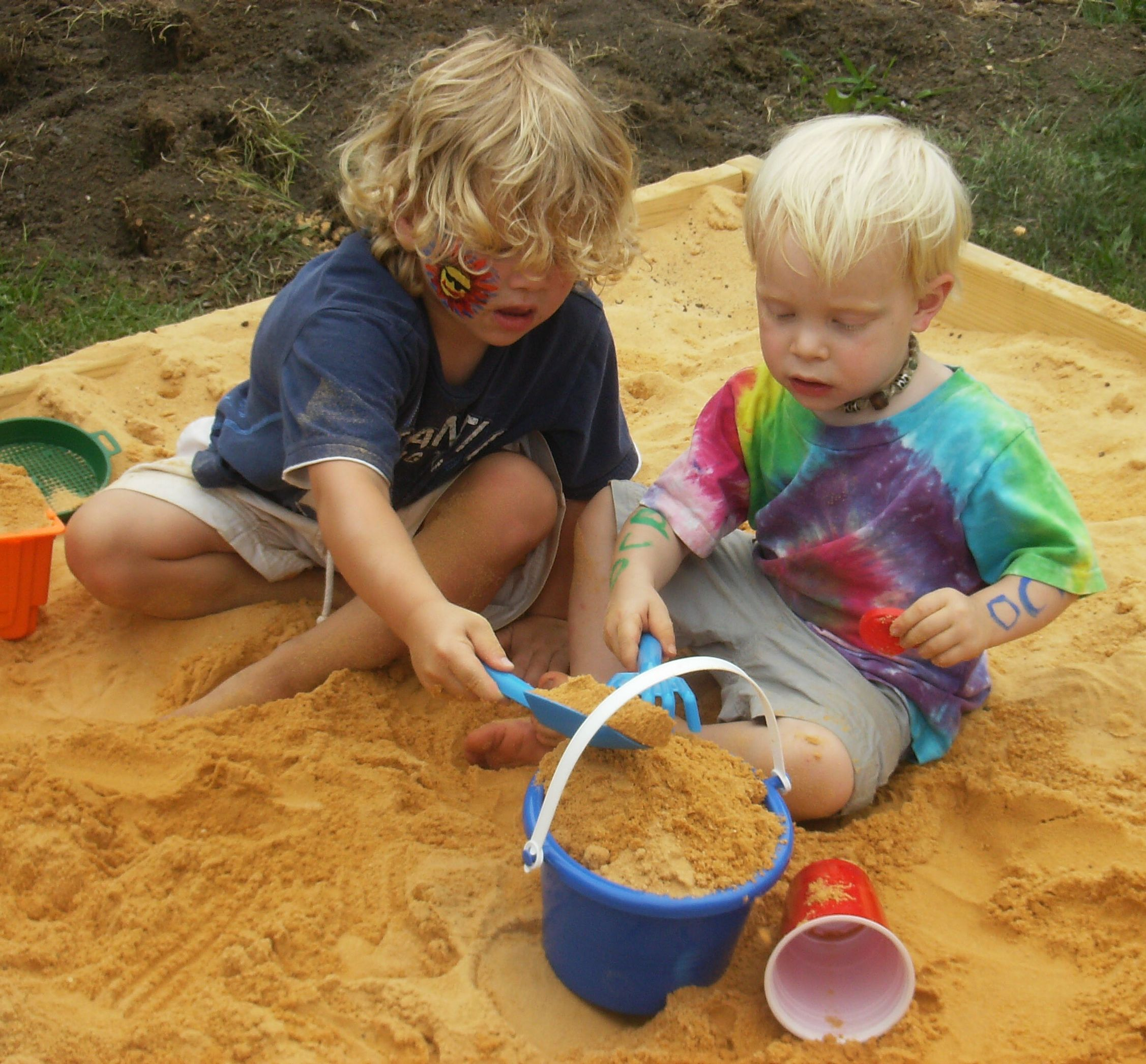
Дети играют в песочнице

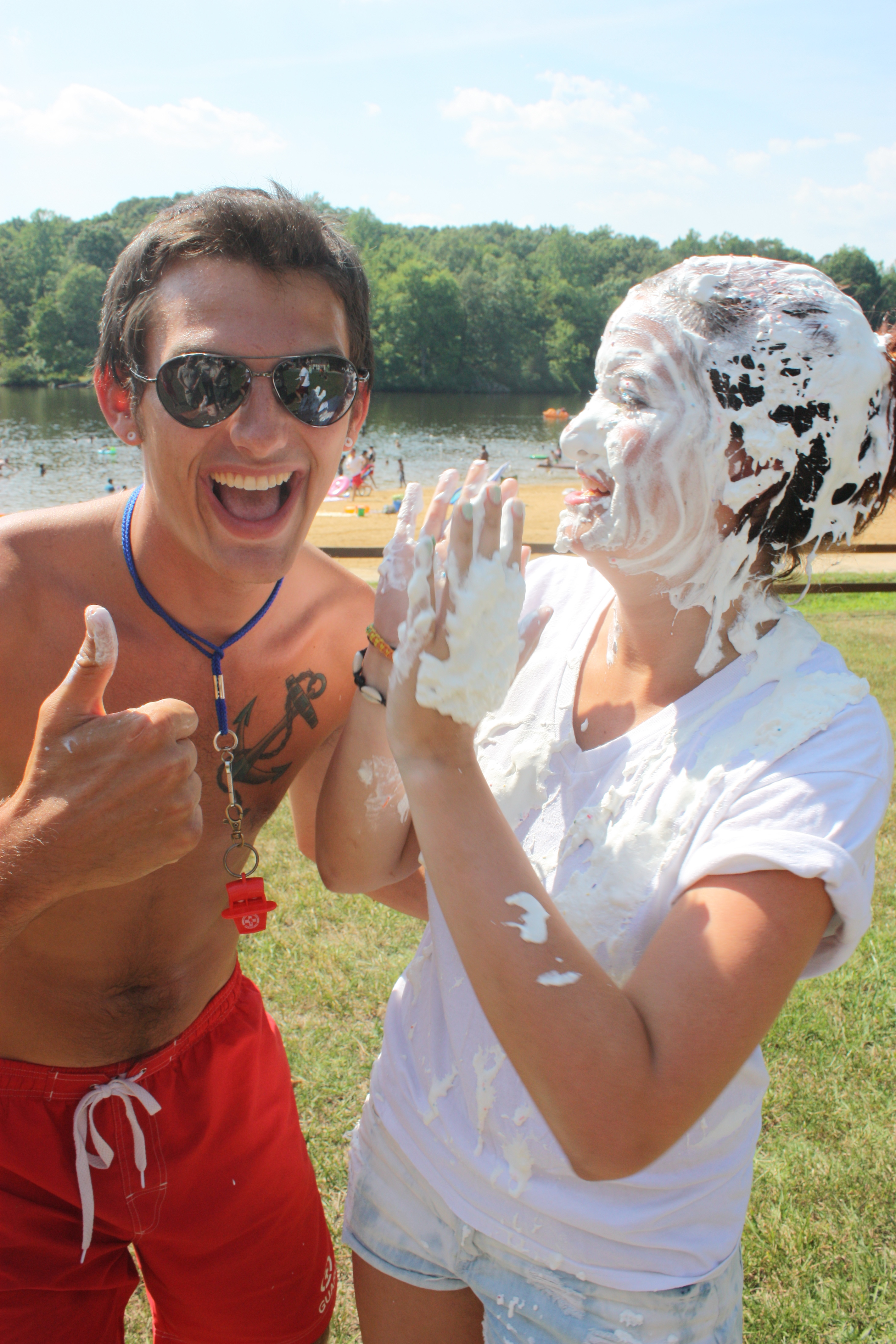
У взрослых тоже наблюдается игровая активность

Игровая активность (игривость) — черта, которая позволяет в ролевом конфликте, а также в неопределенных, непредсказуемых, кризисных, маргинальных ситуациях обеспечить максимальную адаптивность при сохранении максимально выраженной индивидуальной идентичности. Это понятие используется в психологии и этологии для описания добровольной деятельности, связанной со стремлением к отдыху и наслаждению, а также с ранним обучением у млекопитающих. Хотя многие понимают, что означает это понятие, даже учёным определить его крайне сложно. Игровая активность менее осмысленна и структурирована, чем игра.

## Определение
Игровая активность чаще всего наблюдается у животных и у детей. У детей часто встречается предметная игровая активность (стремление к изучению и употреблению повседневных предметов: денег, орудий, предметов одежды и мебели и т. д.). Она также может быть полезной для взрослых. Было проведено два основных обзора исследований по игровой активности на животных, и оба утвердили, что это понятие чрезвычайно трудно определить. Игровая активность почти одинакова и универсальна у очень молодых млекопитающих, а также у некоторых групп птиц, таких как попугаи и вороны (но деятельность игры распространена больше). Также молодые животные многих видов могут рисковать своей жизнью, играя. У маленьких детей игровая активность часто связана с когнитивным развитием и социализацией.
Хотя игровая активность активно изучается западными учеными с 70 годов XX века, в русском научном мире это качество личности только начинает изучаться. Изучение качества игровой активности связано с изучением такой деятельности, как игра. Первые употребление этого термина можно найти в «Этике» Спинозы. Многие из наиболее выдающихся исследователей в области психологии (включая Уильяма Джеймса, Зигмунда Фрейда, Карла Юнга, Жана Пиаже и Льва Выготского) считают игровую активность эндемичной для человеческого рода. Она может быть легкомысленной; но также может быть серьезной. Игривый человек может быть сфокусированным на своей цели (в зоне), особенно когда активность структурирована и ориентирована на цель, как в игре. Соответственно, степень игровой активности может варьироваться от расслабленной, свободной духом и спонтанной, до легкомысленной или плановой или даже навязчивой (хотя в большинстве случаев она добровольная). Жан Пиаже заявил: «Многие определения игровой активности, изложенные в прошлом, являются четким доказательством того, что это явление трудно понять».
Проблема определения понятия игровой активности является одной из самых серьезных проблем, стоящих перед неврологией, поведенческой биологией, психологией, образованием и общественными науками в целом (Бургхардт).
Основная идея заключается в том, что игровая активность в основном полезна для организма, и поэтому её можно объяснить нормальным процессом эволюции путем естественного отбора. Эта гипотеза была предложена Карлом Гроосом более века назад, и до сих пор это объяснение поддерживает большинство учёных. Другое определение игровой активности из двадцать первого века исходит от Национальной ассоциации игровых полей (NPFA). Определение гласит следующее: «игровая активность — это свободно выбранное, лично направленное, внутренне мотивированное поведение, которое активно вовлекает ребёнка». Это определение больше фокусируется на свободе выбора ребёнка и личной мотивации, связанной с деятельностью.
Исследователи знают, насколько трудно решить, когда поведение является склонным к игровой активности, когда — к игре, а когда — нет. Конрад Лоренц разработал критерий. Чтобы быть названным «игровой активностью», поведение должно быть действительно отличным от реакции в нормальной ситуации; чтобы поведение было названо игрой, этого недостаточно: нужно, чтобы поведение соответствовало какому-либо образцу (об этом было написано выше). Таким образом, игровые бои молодых щенков сильно отличаются от серьезных собачьих боев, а не только в меньшей степени, чем то же самое; игрой же собак (и других млекопитающих) может называться осмысленная предметная игровая активность. Порой обезьяны проводят долгое время на одном месте, манипулируя одним предметом, при этом их игровая активность обычно направлена на разрушение самого предмета.

## Формы
Поведение во время игровой активности может сопровождаться импровизацией или притворством, мимикой, играми, спортом. Для повышения у детей уровня игровой активности устраиваются развлекательные центры, детские площадки.